# Provisorische Zentralgewalt

Der Bundestag ließ ab April 1848 die Nationalversammlung wählen. Sie kam am 18. Mai erstmals zusammen und diente als vorläufiges Reichsparlament.

Die Nationalversammlung beschloss das Zentralgewaltgesetz für eine provisorische Regierung. Der Bundestag erkannte die Zentralgewalt am 12. Juli an. Die Zentralgewalt selbst bestand laut Zentralgewaltgesetz aus Reichsverweser und Reichsministern.

Die provisorische Zentralgewalt war die Regierung des kurzzeitig existierenden Deutschen Reiches 1848/1849. Die Frankfurter Nationalversammlung schuf am 28. Juni 1848 mit dem Zentralgewaltgesetz dazu die vorläufige Verfassungsordnung. Am 20. Dezember 1849 endete die Zentralgewalt, ihre Befugnisse übernahm eine Bundeszentralkommission von Österreich und Preußen.
Die Zentralgewalt bestand aus einem Reichsverweser, dem Erzherzog Johann von Österreich als einem Ersatz-Monarchen, und den vom Reichsverweser ernannten Reichsministern. Dies war die erste gesamtdeutsche Regierung; sie war nicht rechtlich gesehen, aber de facto abhängig vom Vertrauen einer Mehrheit in der Nationalversammlung.
Nach einer Anfangszeit waren mehrere Ministerien mit insgesamt über hundert Mitarbeitern aufgebaut, darunter das Kriegsministerium, das die Militärkommission des Deutschen Bundes weiterführte. Vor allem die kleineren, weniger aber die größeren Einzelstaaten folgten den Anweisungen der Zentralgewalt, die nur geringe Mittel zur Durchsetzung ihrer Ziele hatte.

## Bezeichnungen

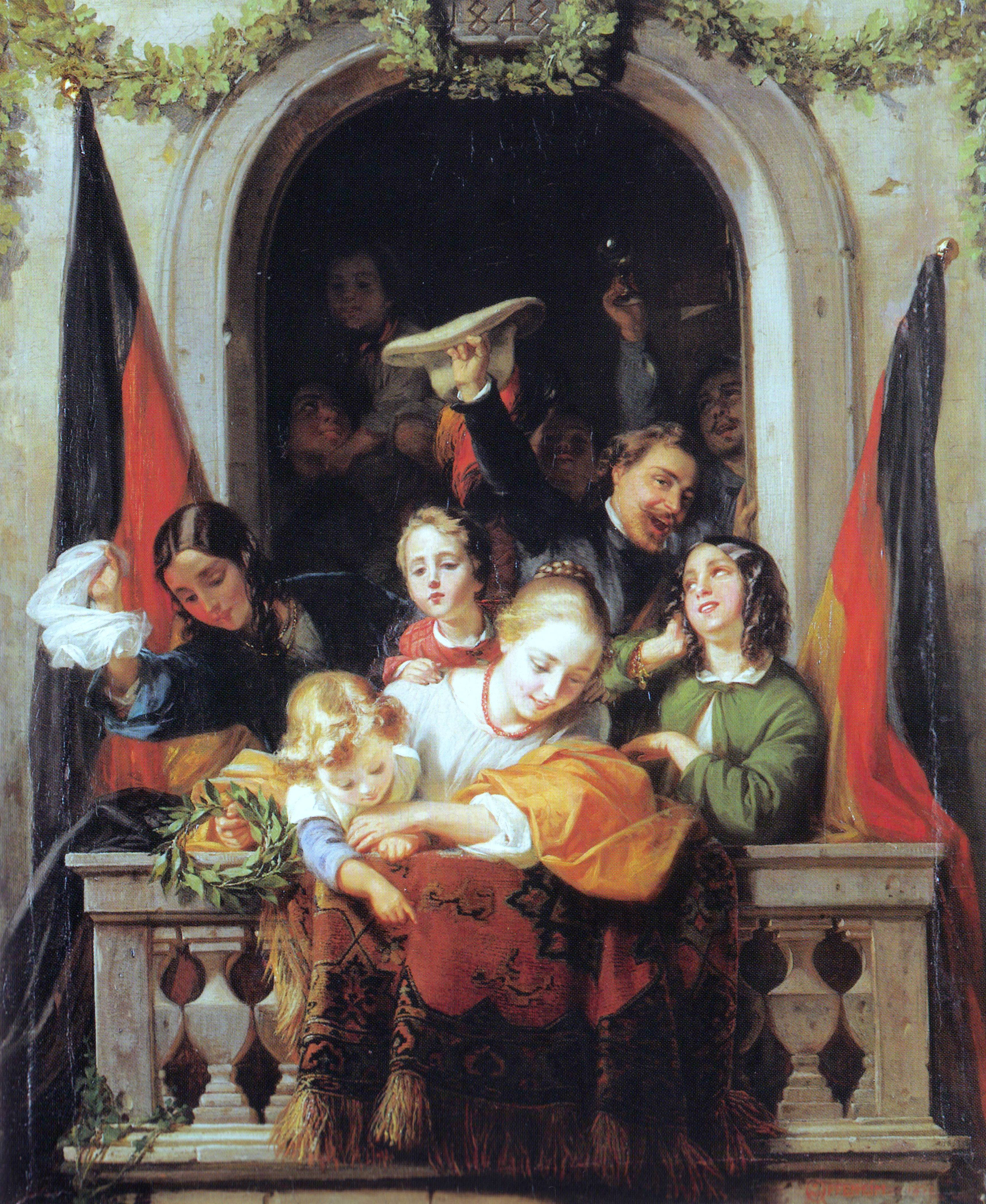
Moritz Daniel Oppenheim: Szene im Fenster beim Einzug des Reichsverwesers, 1852, spiegelt Hoffnungen zu Beginn der Zentralgewalt wider.

Für die Zentralgewalt und ihre Elemente findet sich in den Quellen und in der Literatur eine verwirrende Begriffsfülle. Dabei ist Zentralgewalt (zeitgenössisch: Centralgewalt) eher ein terminus technicus; er verweist mit Zentral- einerseits auf eine Bundes- oder Reichsebene gegenüber einer Landesebene, andererseits mit -gewalt auf eine Regierungsgewalt, eine exekutive Macht. Das Eigenschaftswort provisorisch (vorläufig) geriet im Laufe der Monate immer mehr in den Hintergrund. Im Englischen etwa wird der Begriff mit Central Power oder Central (German) Government oder Federal Government wiedergegeben.
Die Zentralgewalt bestand laut dem Reichsgesetz über die Einführung einer provisorischen Zentralgewalt für Deutschland vom 28. Juni 1848 aus dem Reichsverweser und den Ministern, die der Reichsverweser ernennt. Ein Verweser ist ein Stellvertreter, vor allem derjenige, der die Stelle eines Monarchen ausfüllt, wenn ein Land zeitweilig keinen Monarchen hat. Ein anderes Wort dafür wäre Regent. Wie bei einer Monarchie kann sich der Ausdruck Regierung oder Reichsregierung auf Reichsverweser und Minister oder nur auf die Minister beziehen.
Die Minister wurden in der Regel als Reichsminister bezeichnet, ihre Behörde hieß Ministerium. Den Gepflogenheiten der Zeit entsprechend ist Ministerium oder Reichsministerium aber auch die Bezeichnung für die Gesamtheit aller Minister. Daher entstand der Ausdruck Gesamt-Reichsministerium (GRM) für die Minister als Kollektivorgan. Die Minister wurden allerdings auch nach ihren Sitzungen benannt, als Ministerrat.
In den Bezeichnungen befindet sich das Element Reich-, auch die Nationalversammlung fing an, sich Reichsversammlung zu nennen. Mit diesem Reich ist ein Deutsches Reich gemeint, das je nach Auffassung der umbenannte Deutsche Bund war oder an dessen Stelle getreten war.

## Zustandekommen

### Einsetzung von Zentralgewalt und Reichsverweser

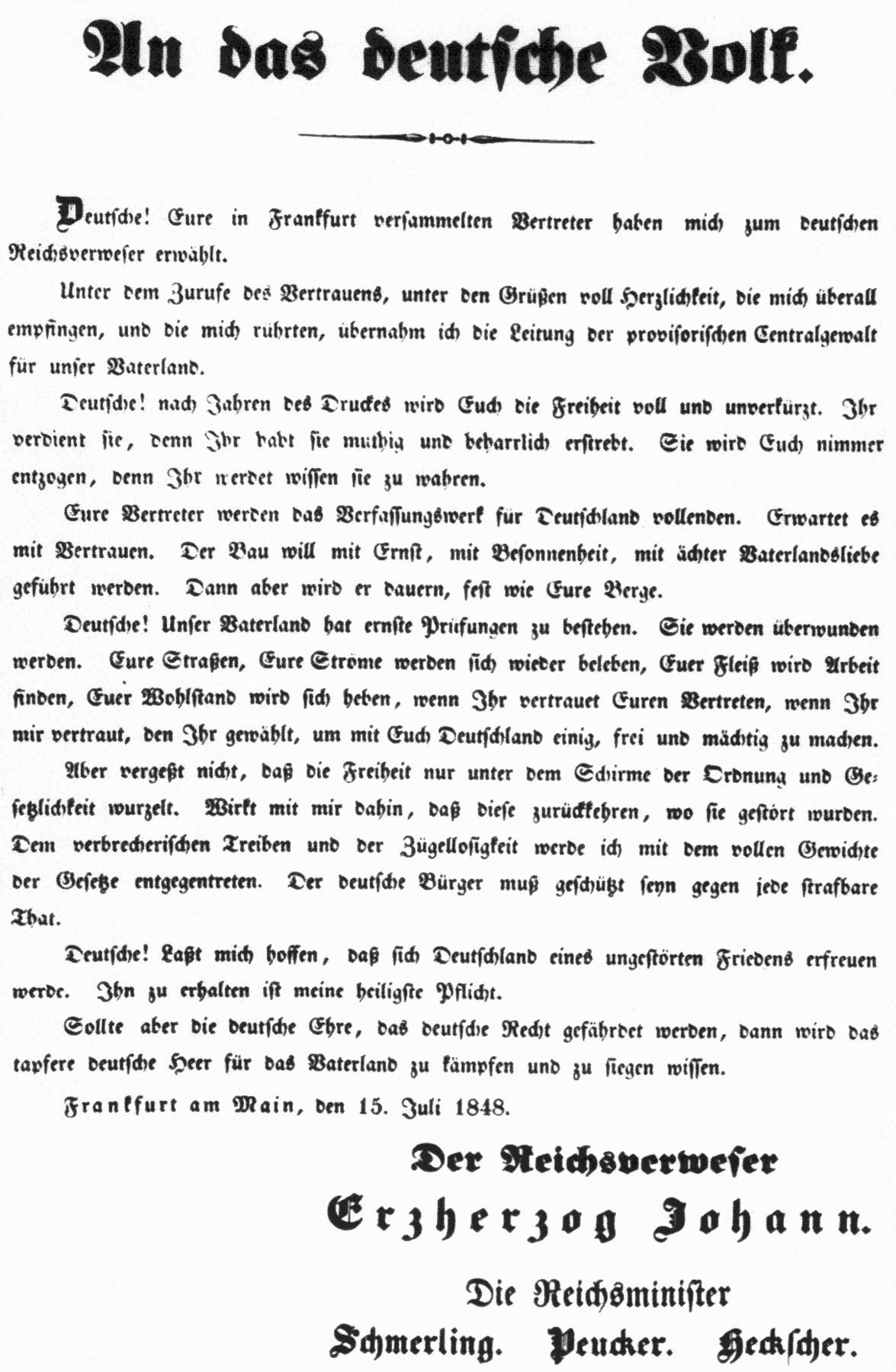
Aufruf des Reichsverwesers an das deutsche Volk, 15. Juli 1848

Bei Ausbruch der Revolution hatte der Bundestag im März und April 1848 mit mehreren Beschlüssen versucht, den Revolutionären entgegenzukommen und dabei das Heft des Handelns zu behalten. Am 3. Mai beschloss er die Einsetzung einer gesamtdeutschen Regierung (Bundesexekutive). Wegen des Widerstands der Staaten, aber auch der liberalen Politiker, die nicht vor vollendete Tatsachen gestellt werden wollten, kam es dazu nicht mehr. In der Nationalversammlung selbst tauchte der spätere Name bereits im Flottenbeschluss vom 14. Juni auf. Damals bestimmte die Nationalversammlung, dass der Bundestag sechs Millionen Taler von den Einzelstaaten erheben und eine „noch zu bildende provisorische Zentralgewalt“ über die Verwendung des Geldes entscheiden solle.
Die langen Debatten über eine solche Zentralgewalt behandelten weiterhin eine aus mehreren Personen zusammengesetzte Institution, ein Direktorium. Dabei ergaben sich zahlreiche Fragen über die Zusammensetzung, Aufgaben und Befugnisse dieser Regierung. Der Präsident der Nationalversammlung Heinrich von Gagern beendete die Debatte schließlich am 24. Juni mit seiner Rede vom „kühnen Griff“: Die Nationalversammlung solle aus eigener Machtvollkommenheit ohne Absprache mit den Einzelstaaten rasch eine Einzelperson einsetzen, einen Reichsverweser. Dieser symbolisiere die Einheit der Nation besser als ein Direktorium.
Innerhalb weniger Tage war ein entsprechendes Reichsgesetz beschlossen, das Zentralgewaltgesetz (28. Juni), und ein Reichsverweser gewählt (29. Juni). Für Erzherzog Johann von Österreich sprach unter anderem, dass er als Angehöriger eines regierenden Fürstenhauses der Rechten und wegen seiner angeblichen Volkstümlichkeit der Linken genehm sein konnte. Johann nahm die Wahl am 4. Juli an. Am 15. Juli ernannte er die ersten drei Minister.

### Haltung der Einzelstaaten

Die Reichsregierung nach dem politischen System des Zentralgewaltgesetzes

Im Frühsommer 1848 fühlten sich die alten Gewalten in den Einzelstaaten, die Monarchen und ihre Anhänger, noch nicht stark genug, um eine Zentralgewalt zu verhindern. So beeilten sie sich, die Wahl des Reichsverwesers gutzuheißen. Am 12. Juli 1848 übertrug der Bundestag sogar seine Befugnisse auf den Reichsverweser und stellte seine bisherige Tätigkeit ein. Den Reichsverweser wollten die Einzelstaaten angeblich in seiner Aufgabe unterstützen.
Im Jahre 1849 stellte sich die Bedeutsamkeit dieses Beschlusses heraus. Als nämlich im Mai die Nationalversammlung und das Reichsministerium, und danach die preußische Regierung, den Reichsverweser zum Rücktritt aufforderten, konnte Johann sich nicht nur auf seine Wahl, sondern auch auf den Bundestagsbeschluss berufen.

## Aufbau und Arbeitsweise

### Reichsverweser

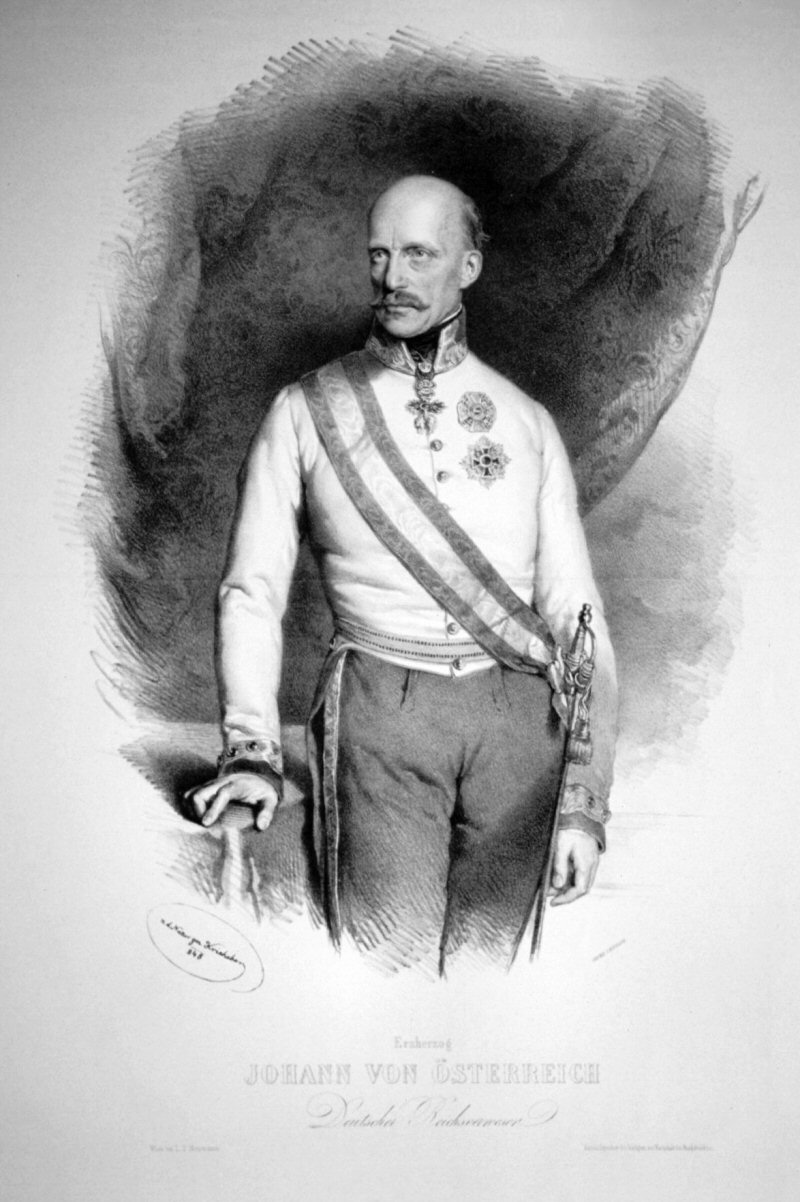
Erzherzog Johann von Österreich

Der einzige deutsche Reichsverweser war Johann von Österreich, ein Onkel des österreichischen Kaisers. Er hatte in der Steiermark als wohlwollender Herrscher Wirtschaft und Kultur gefördert und eine bürgerliche Frau geheiratet. Er erschien vielen in der Nationalversammlung als geeignet oder wenigstens tolerabel; bis in den Mai 1849 mischte er sich kaum in die Handlungen der Reichsminister ein. Er ernannte diejenigen Kandidaten zu Ministern, die ihm die Nationalversammlung bzw. die Mehrheitsfraktionen vorgeschlagen hatten.
Im Mai 1849 kam es jedoch zum Bruch zwischen Nationalversammlung und Reichsministern auf der einen Seite und dem Reichsverweser auf der anderen. Johann war nämlich als Österreicher nicht gut auf die Frankfurter Reichsverfassung zu sprechen, die de facto auf ein Kleindeutschland ohne Österreich zugeschnitten war. Am Abend der Verkündung der Verfassung, dem 28. März, hatte er bereits sein Rücktrittsschreiben aufsetzen lassen. Von den Ministern ließ er sich zum Bleiben bewegen, es sollte kein Machtvakuum entstehen.
Da Johann aber nichts für die Verfassung und ihre Durchsetzung tun wollte, drängten nun die Minister auf Johanns Rücktritt. Dieser blieb aber und ernannte Kabinette, denen das Vertrauen der Nationalversammlung fehlte. Nach dem rechtswidrigen Ende der Nationalversammlung im Mai lehnte Johann auch das Ansinnen Preußens ab, die Befugnisse der Zentralgewalt zu übergeben. Er konnte sich nur in einer Lösung finden, an der auch Österreich beteiligt war. So übertrug er seine Befugnisse schließlich am 20. Dezember 1849 der von Preußen und Österreich gebildeten Bundeszentralkommission.

### Minister und Ministerien

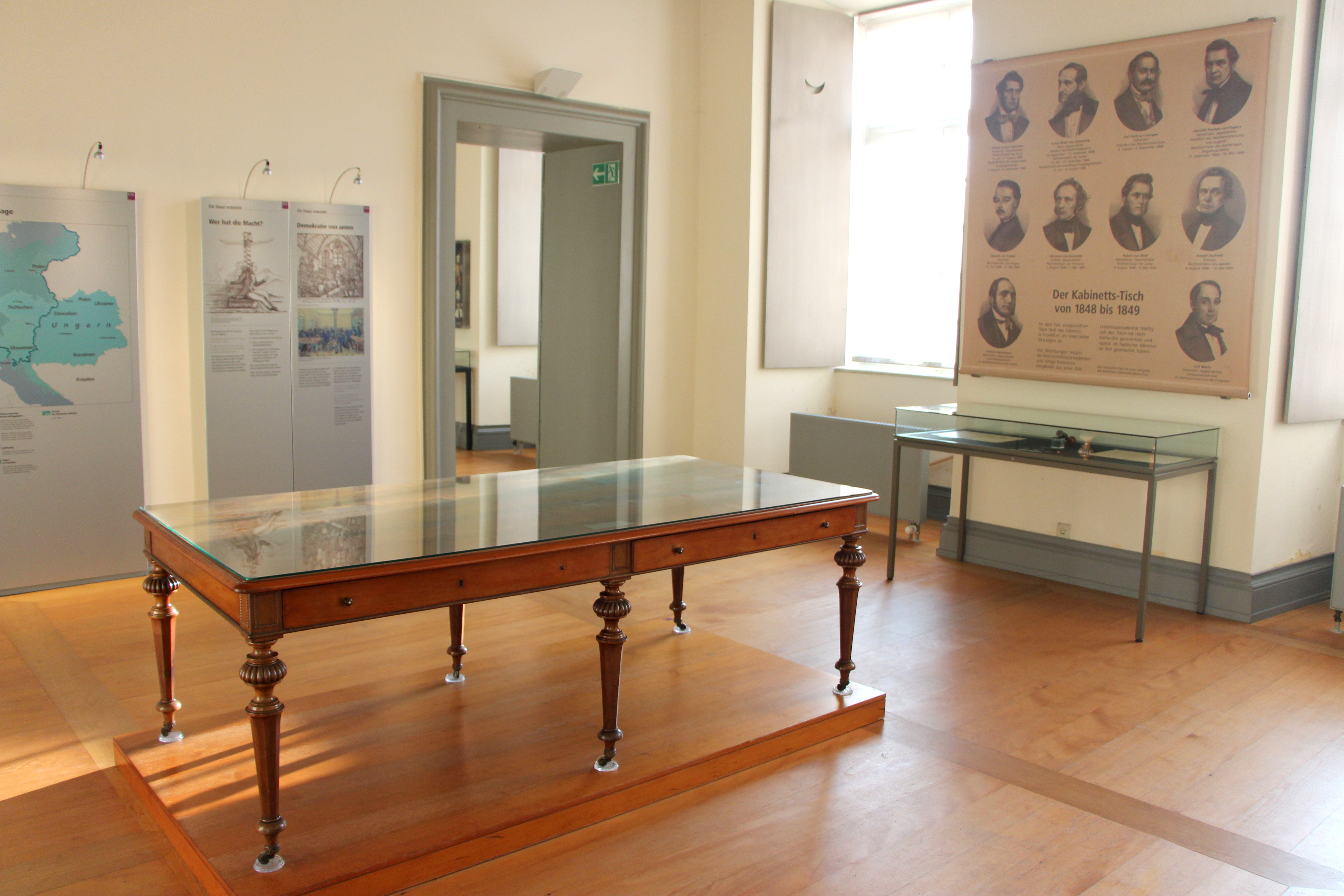
Tisch des Gesamt-Ministeriums in der Erinnerungsstätte für die Freiheitsbewegungen in der deutschen Geschichte, Rastatt. „An diesem Tische hielt in den Jahren 1848 und 1849 das Reichsministerium in Frankfurt am Main seine Sitzungen.“

Die Zentralgewalt hatte relativ wenig zu verwalten. Dem Außenministerium oblagen die Reichsdiplomatie mit den Reichsgesandtschaften und dem Kriegsministerium die Reichsfestungen und die Marineabteilung für die Reichsflotte mitsamt Seezeugmeisterei in Bremerhaven. Zur Flotte gehörten Ende 1849 immerhin insgesamt neunhundert Mann. Es gab aber nur zwei dauerhaft eingerichtete Reichsgesandtschaften, und ansonsten unterstanden beispielsweise dem Innenminister keine Polizeibehörden, dem Finanzminister keine Finanzämter, dem Justizminister keine Gefängnisse. Dies war zum Teil auch dem deutschen Föderalismus geschuldet.
Die Bezüge für die Reichsminister und Unterstaatssekretäre wurden von der Nationalversammlung festgesetzt. Durch die Debatten über den Waffenstillstand und dessen Folgen erfolgte dies erst Ende Dezember 1848. Der Finanz-Ausschuss machte einen Vorschlag, der bewusst nicht vergleichbare Bezüge in den Einzelstaaten berücksichtigte, weil man dann wesentlich mehr hätte ausgeben müssen. Man ging davon aus, dass die Kabinettsmitglieder Befriedigung durch die Ehre und Wirksamkeit ihrer Stellung gewönnen. Wovon die schon ein knappes halbes Jahr amtierenden Minister lebten, sofern sie nicht vermögend waren, wurde nicht erörtert. Die Nationalversammlung folgte dem Vorschlag und so erhielt ein Minister monatlich tausend Gulden und ein Unterstaatssekretär halb so viel. Damals betrug die monatliche Vergütung des Präsidenten der Nationalversammlung zweitausend Gulden, während man für die Dienstwohnung des Reichsverwesers monatlich etwa 1.500 Gulden zahlte.

### Weitere Ämter
Ein Unterstaatssekretär war jeweils einem Minister zugeordnet; pro Ministerium gab es keinen, einen oder maximal zwei Unterstaatssekretäre. Da die meisten Ministerien wenig zu tun hatten, waren die Unterstaatssekretäre aus Verwaltungsgründen nicht unbedingt notwendig. Es ging vielmehr darum, Posten zu schaffen, um mehr Männer unterschiedlicher politischer oder geografischer Herkunft einzubinden. Durch die Unterstaatssekretäre war dies möglich, ohne noch mehr Minister einzusetzen.
Ein Reichskommissar war dem Innenminister unterstellt und sollte in einem bestimmten Einzelstaat eine konkrete Aufgabe erfüllen, beispielsweise gegenüber einem Staat vermitteln oder einen Beschluss der Zentralgewalt oder Nationalversammlung durchsetzen. Wie auch allgemein für die Zentralgewalt hingen die Möglichkeiten des Reichskommissars davon ab, ob der jeweilige Einzelstaat dessen Anweisungen überhaupt befolgen wollte.
Ähnliche Schwierigkeiten sich durchzusetzen hatten ferner die Reichsgesandten, die Botschafter des Deutschen Reichs. Sie waren dem Außenminister unterstellt. Es gelang nicht, mit einem diplomatischen Dienst der Zentralgewalt die Gesandtschaften der (größeren) Einzelstaaten zu ersetzen. Nur wenige Länder erkannten die Zentralgewalt überhaupt an, vor allem kleinere Länder in Europa sowie die USA. Die meisten Reichsgesandten waren überdies nur vorübergehend im Einsatz und errichteten keine Gesandtschaft im eigentlichen Sinne.

### Ministerrat und Minister-Conseil
Wegen des Huldigungserlasses und anderer Erlebnisse wollte der Reichsverweser besser auf dem Laufenden gehalten werden. Dazu schrieb er dem Reichsministerpräsidenten Karl zu Leiningen am 16. August 1848, dass von nun ab die Reichsminister sich en conseil (zur Beratung) zweimal die Woche im Haus des Reichsverwesers einzufinden hätten, jeweils vormittags am Mittwoch und Samstag. Außerdem sollte ihm schriftlich über die Angelegenheiten Vortrag gemacht werden, die seiner Unterschrift bedürfen.
Allerdings gab es eine interne Absprache, dass die Minister sich mit den Unterstaatssekretären gemeinsam im Ministerrat berieten und dort Beschlüsse trafen. So kam es kaum zur eigentlichen Verhandlung im Minister-Conseil der Minister mit dem Reichsverweser. Verweigerte sich der Reichsverweser, wurde die Angelegenheit meist wieder im Ministerrat besprochen. Danach ging sie zurück ins Minister-Conseil, und auch wenn der Reichsverweser noch anderer Meinung in der Sache war, gab er letztlich doch seine Zustimmung.
Seit dem 19. August 1848 fanden die Kabinettssitzungen regelmäßig statt. Sie waren fast täglich und konnten Stunden dauern. In den ersten Sitzungen gab es nicht einmal einen Protokollführer. Das Gesamt-Reichsministerium erhielt eine Unmenge an Anfragen und Berichten aus der Nationalversammlung. Zusammen mit den ebenfalls fast täglichen Sitzungen der Nationalversammlung und den bis spät abends stattfindenden Fraktionssitzungen kam es zu einer großen Arbeitsbelastung, deren Folgen Justizminister Robert Mohl mit dem Ausdruck Altern vor der Zeit umschrieb.
Seit einem Beschluss in der Nationalversammlung am 28. Juli 1848 wurde es schwieriger, eine Anfrage an das Gesamt-Reichsministerium zu stellen. Sie musste zuerst schriftlich dem Präsidenten der Nationalversammlung vorgelegt werden und bedurfte dann einer Unterstützung der Mehrheit. Danach bestimmte der zuständige Reichsminister, wann er antwortete. Nur wenn die Mehrheit dies so auf Antrag forderte, erfolgte schließlich eine sofortige Beratung im Parlament.

### Sitz

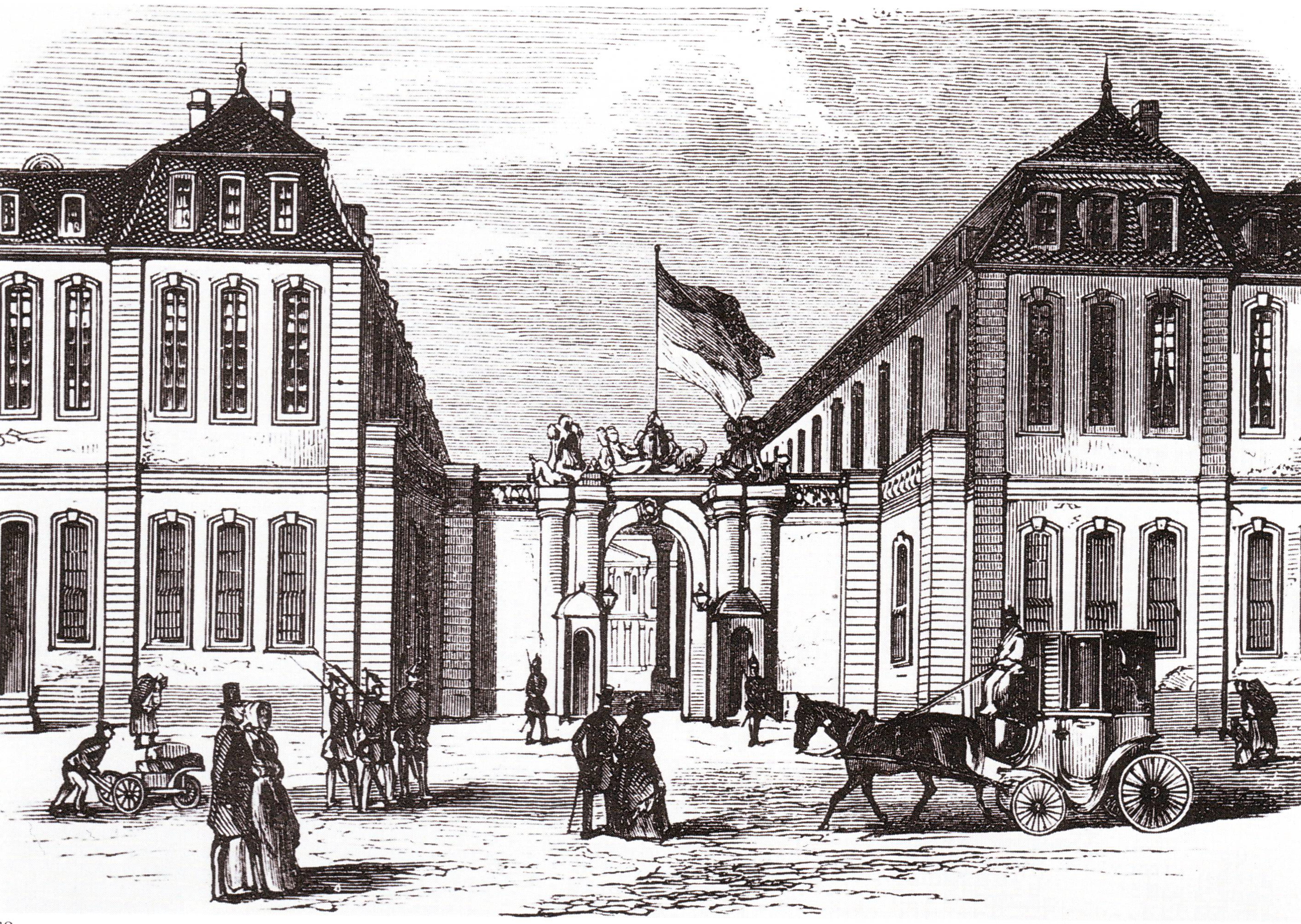
Bundespalais in Frankfurt

Das neue Reichsministerium musste „wie kaum je in irgendeinem anderen Land im gleichen Maße aus dem Nichts ganz von vorne anfangen“, so Ralf Heikaus. Das Thurn- und Taxis’sche Palais oder „Bundespalais“ in der Eschenheimer Gasse war vom Bundestag großteils bereits geräumt worden, als sich Mitte Juli die Zentralgewalt dort niederließ, und zwar „mit ziemlich revolutionärer Gewalttätigkeit“, wie Mohl sich später erinnerte. Die einzelnen Fachministerien erhielten vorläufig bestimmte der leerstehenden Räume zugewiesen. Vorhanden waren nur einige Möbel des Bundestages, aber fast keine Einrichtung oder Arbeitsmittel wie eine Büroausstattung. Nur das Kriegsministerium konnte die gut eingerichtete Kanzlei der früheren Militärkommission beim Bundestag übernehmen.

### Personal
Während Arbeitsmaterial teils nur mit großer Verzögerung herbeigeschafft werden konnte, stellten die Minister erfahrene oder junge, unerfahrene Mitarbeiter auf gut Glück ein, ohne ihnen bereits eine feste Anstellung oder Besoldung geben zu können. Ende August 1848 berichtete Otto von Camphausen (Bruder des ehemaligen preußischen Ministerpräsidenten Ludolf Camphausen) in einem privaten Brief: „Als letzthin in meiner Gegenwart erzählt wurde, daß der Justizminister Mohl selbst die Briefe auf die Post bringen müsse, warf ich ruhig die Frage auf, wozu er denn einen Unterstaatssekretär habe …“
Zum damaligen Zeitpunkt aber funktionierten die Verwaltungsstrukturen der Ministerien aber schon einigermaßen gut. Im Laufe der Wochen war man leichter an neue Mitarbeiter gekommen, durch Beziehungen und Empfehlungen, und weil man recht gute Bezüge in Aussicht stellen konnte. Tatkräftig hatten die Beteiligten die desolaten Zustände im Bundespalais überwunden. Den Frankfurter Aktenbänden mit Stellengesuchen zufolge kann es zumindest in der Anfangszeit keinen Mangel an Bewerbern gegeben haben, so der Historiker Thomas Stockinger.
Ende August gab es insgesamt 26 Personen in der Verwaltung der Reichsregierung, und zwar
- für den Reichsministerpräsidenten einen Ministerialsekretär (der auch als Protokollführer der Kabinettssitzungen fungierte) sowie einen Kanzleisekretär und einen Kanzlisten;
- im Außenministerium einen Ministerialsekretär, zwei Kanzlisten und einen Redakteur;
- im Innenministerium zwei Ministerialsekretäre (einer davon auch Kanzleidirektor), einen Ministerialregistrator und Archivar, einen Expeditsdirektor, drei Kanzlisten und einen Registrator-Gehilfen;
- im Justizministerium einen ersten und zweiten Ministerialsekretär (letzter auch Kanzlist);
- im Handelsministerium einen Ministerialrat, einen Ministerialsekretär und Registrator, einen Sekretär für Zoll- und Handelsangelegenheiten sowie einen Kanzlisten und einen Volontär;
- im Kriegsministerium einen Referenten im Zentralbüro des Ministeriums, einen Ordonnanzoffizier, einen Adjutanten des Ministers sowie einen Kanzlisten;
- im Finanzministerium zwei Mitarbeiter der Reichskassenverwaltung, einen Sekretär und einen Kanzlisten.[13]

Bis zum 15. Februar 1849 vergrößerte sich die Zahl von 26 Personen auf 105. Die meisten davon, mehr als 35, arbeiteten im Kriegsministerium, das auch die Reichsfestungen Rastatt und Ulm verwaltete, danach kam das Handelsministerium mit 25 Mitarbeitern, das seit November 1848 auch die Marineabteilung umfasste (sie wurde erst im Mai 1849 in ein eigenständiges Marineministerium ausgegliedert.)
Zum Vergleich: Zur Bundeskanzlei des Bundestags gehörten der Bundeskanzleidirektor, ein Kassier, ein Kontrolleur, ein Registrator, drei Kanzlisten, zwei Kanzleidiener und ein Kassendiener. 1850 waren es ein Registrator, ein Inspektor, ein expedierender Sekretär, fünf Kanzlisten und sechs Pedellen; erst 1856 wurde wieder ein Bundeskanzleidirektor ernannt, bis dahin besetzte die Position der Direktor der österreichischen Präsidialkanzlei. In Preußen arbeiteten 1848 für das Innenministerium insgesamt 52 Personen, ohne Amtsdiener; die jeweiligen preußischen Ministerien beschäftigten jeweils vier bis fünf Mal so viele Mitarbeiter wie die entsprechenden Reichsministerien.
Viele Stellen im Reichsdienst wurden von Beamten ausgefüllt, die dafür Urlaub von ihren Landesbehörden erhalten hatten; so war der Expeditsdirektor im Innenministerium, Joseph Rausek, zuvor beim Landrecht zu Prag beschäftigt gewesen. Probleme konnten entstehen, wenn der Urlaub nicht oder zögerlich gewährt wurde oder die Landesregierungen versuchten, über „ihre“ Beamte in der Zentralgewalt Einfluss auf die Politik in Frankfurt auszuüben.

### Finanzen

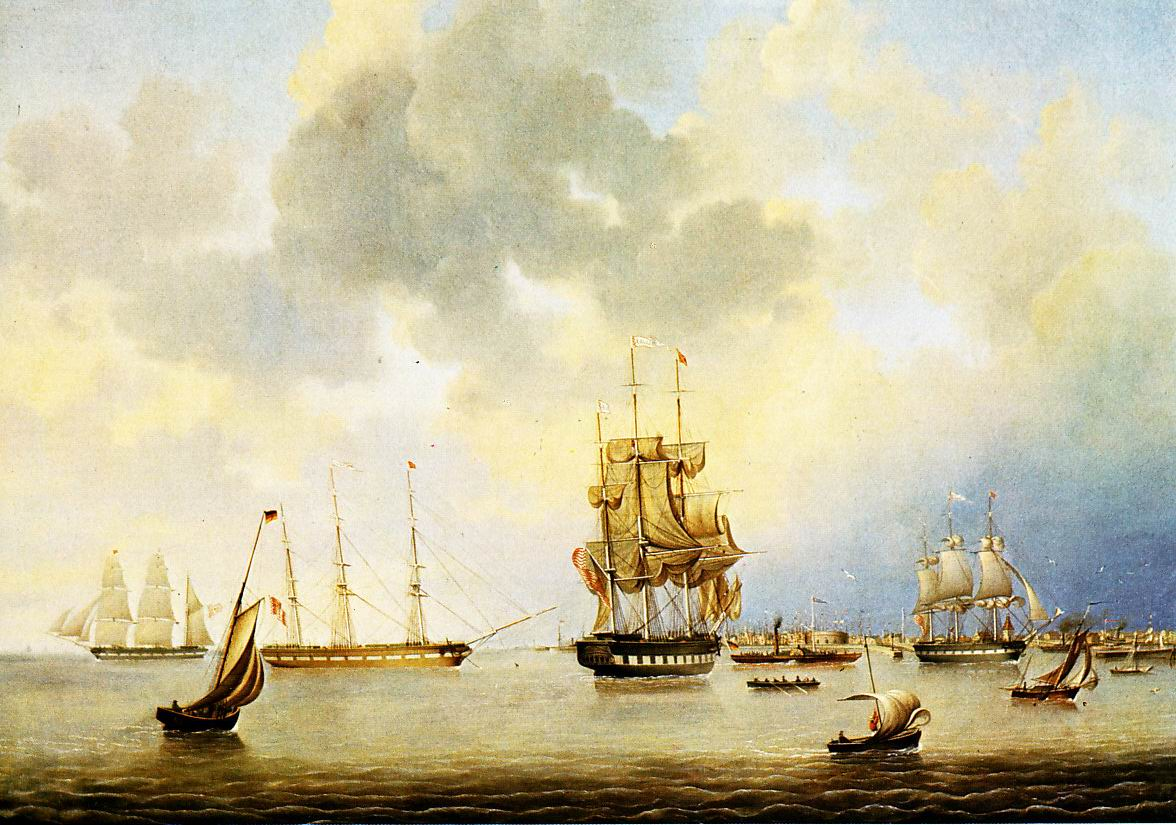
Schiffe der Reichsflotte vor Bremerhaven

Die Zentralgewalt begann nicht vollkommen im Nichts, denn es hatte mit dem Bundestag einen Vorgänger gegeben. Im Deutschen Bund zahlten die Einzelstaaten über eine Umlage einen Anteil an den Finanzen, wie er in der Bundesmatrikel festgeschrieben war. Finanzminister Beckerath fand im August vor:
- 75.159 fl. 1/2x in der Matrikularkasse. Erst kurz zuvor hatten zwei Umlagen das meiste hiervon erbracht.
- 16.872 fl. 50x in der Kanzleikasse.
- 2.881.516 fl 38 1/2x in zweckgebundenen Fonds für Bau und Erhaltung der Bundesfestungen.

Zum Vergleich: Preußen gab jährlich etwa 165 Millionen Gulden aus.
Beckerath legte am 23. Oktober 1848 einen Teilhaushaltsplan für die Monate September bis Dezember vor, der der einzige bleiben sollte, den die Nationalversammlung je beschlossen hat. Die geplanten Ausgaben betrugen knapp 10,5 Millionen Gulden, vor allem für den Aufbau der Reichsflotte (5,3), die Arbeiten an den Reichsfestungen (3) und die Verpflegung der Reichstruppen (1,75). Selbst Steuern erheben durfte und konnte die Zentralgewalt mangels Apparat nicht, die Umlagen waren fast die einzige Einnahmequelle, hinzu kamen kleinere Beträge aus Spenden der Bevölkerung für die Flotte. Die Einzelstaaten zahlten ihre Beiträge allerdings nicht sehr schnell bzw. gar nicht. So deckte die Zentralgewalt beispielsweise Besoldungen teilweise aus dem Geld für die Festungen.

## Kabinette
In der Zentralgewalt gab es im Wesentlichen zwei Regierungsmannschaften, eine parlamentarische, die vom Vertrauen der Nationalversammlung abhängig war, und danach eine nichtparlamentarische, die der Reichsverweser nach eigenem Ermessen eingesetzt hatte. Die erste Regierungsmannschaft stand zunächst unter dem Einfluss des Ministers Anton von Schmerling, einem Vertrauten des Reichsverwesers, auch wenn über einen Monat lang Karl zu Leiningen Ministerpräsident war. Im Dezember 1848 wurde Heinrich von Gagern Ministerpräsident und blieb dies bis in den Mai 1849, fast bis zum Ende der Nationalversammlung. In dieser Zeit gab es bei allen Veränderungen viel personelle Kontinuität; so war Kriegsminister Eduard von Peucker von Anfang bis Ende Teil dieser Regierungsmannschaft.
Die zweite Regierungsmannschaft wurde vom Reichsverweser im Mai 1849 eingesetzt, sie führte die Geschäfte bis zum Dezember 1849 weiter, als der Reichsverweser die Befugnisse der Zentralgewalt der Bundeszentralkommission übertrug. Zunächst war für einige Tage Grävell Reichsministerpräsident, dann für über ein halbes Jahr Wittgenstein, der damit der am längsten amtierende Amtsträger wurde.

### Kabinette Leiningen und Schmerling Juli–Dezember 1848
Reichsverweser Johann überließ die Regierungsbildung in erster Linie dem Österreicher Anton von Schmerling, den er zusammen mit zwei weiteren Ministern schon am 15. Juli 1848 ernannte. In Abwesenheit des Reichsverwesers kam es zum wenig erfolgreichen Huldigungserlass und zur weiteren Suche nach Ministern, von allem einer geeigneten und angesehenen Persönlichkeit als Ministerpräsident. Auch mit einer Reichsdiplomatie wurde begonnen. Kurz nach Ernennung von Ministerpräsident Karl zu Leiningen am 5. August wurde das Kabinett sogleich wieder umgestellt und erweitert, um Abgeordnete des linken Zentrums in der Nationalversammlung mit einzubeziehen.
Das Kabinett Leiningen stürzte bereits am 6. September über den Waffenstillstand von Malmö. Da die Opposition in der Nationalversammlung keine alternative Regierung zusammenstellen konnte, beließ der Reichsverweser die Minister in ihren Ämtern und erneuerte ihre Ernennung am 17. September. Der Reichsministerpräsident schied freiwillig und der Außenminister unter Druck seiner Kollegen aus, und so übernahm Innenminister Schmerling das Außenministerium und leitete den Ministerrat, wenn er auch nicht offiziell Ministerpräsident wurde.

### Kabinett Gagern Dezember 1848 bis Mai 1849

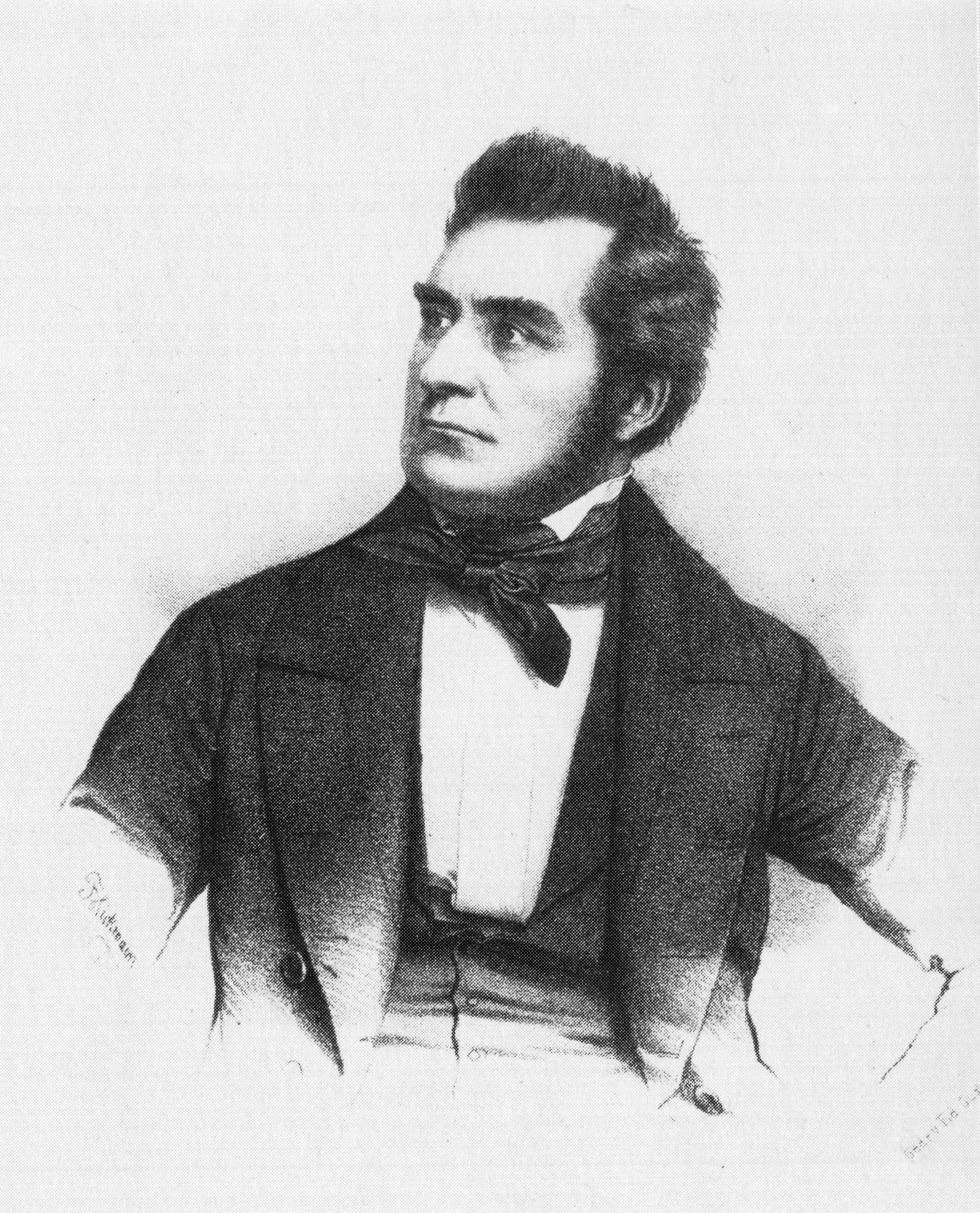
Heinrich von Gagern war von Dezember 1848 bis Mai 1849 Reichsministerpräsident

Im Herbst 1848 wurde deutlich, dass Österreich nicht bereit war, am entstehenden deutschen Bundesstaat teilzunehmen. Das verschlechterte die Position des Österreichers Schmerling, dem die rechtsliberale Casino-Fraktion das Vertrauen entzog. Mitte Dezember trat Schmerling zurück, und der Reichsverweser ernannte Heinrich von Gagern zu dessen Nachfolger, widerwillig, da Gagerns kleindeutsches Programm Österreich ausschloss und sich an Preußen orientierte. Die übrige Regierungsmannschaft blieb fast unverändert. Dies war die erste eigentliche parlamentarische Regierungsbildung in Deutschland auf föderaler Ebene.
Gagern selbst stand der Casino-Fraktion nahe, hatte sich ihr aber nicht offiziell angeschlossen, da er Präsident der Nationalversammlung war. In der Zeit, als vor allem über die Frage großdeutsch/kleindeutsch diskutiert wurde, stützte sich Gagerns Kabinett auf die erbkaiserliche Gruppe in der Nationalversammlung. Es gelang ihm, für sein Verfassungsprogramm im März 1849 parlamentarische Mehrheiten zu organisieren. Die Mehrheiten waren teils knapp, und nach einer vorläufigen Abstimmungsniederlage war das Kabinett am 21. März sogar nur noch geschäftsführend im Amt. Das Resultat war die Frankfurter Reichsverfassung vom 28. März 1849. Trotz Verhandlungen mit den Einzelstaaten erkannten aber der preußische König und die Mittelstaaten (wie Bayern und Hannover) sie nicht an.

### Kabinette Grävell und Wittgenstein Mai–Dezember 1849

Die Entwicklungen im Juni und Juli 1849

Gagern wollte sich zwar nur mit legalen Mittel für eine Reichsverfassungskampagne einsetzen, doch Reichsverweser Johann ging selbst dies zu weit. Johann lehnte es nun aber auch ab, zurückzutreten, obwohl er selbst am 28. März nur mit Mühe von einem Rücktritt hatte abgehalten werden können. Stattdessen musste nun Gagern, am 10. Mai, das Amt des Ministerpräsidenten endgültig aufgeben.
Als Nachfolger setzte Johann den großdeutschen Konservativen Maximilian Karl Friedrich Wilhelm Grävell ein. Ein Misstrauensvotum am 17. Mai wurde mit nur zwölf Gegenstimmen angenommen. Bereits nach einigen Tagen wechselte der Vorsitz zum Kriegsminister August Ludwig zu Sayn-Wittgenstein-Berleburg, dem seit 21. Mai letzten Reichsministerpräsidenten. Die übrigen Kabinettsmitglieder blieben dieselben.

## Ende und Nachwirkungen
Der preußische Ministerpräsident teilte dem Reichsverweser am 18. Mai 1849 mit, dass er dessen Handlungen keine Gültigkeit mehr beimesse und dass die preußische Gesandtschaft und die preußischen Truppen in Schleswig-Holstein ihm nicht mehr unterstellt seien. Doch Reichsverweser Johann berief sich auf das Gesetz vom 28. Juni 1848 und wies die Zumutungen des Preußen am 24. Mai zurück. Weil sein Amt nur eine legale, aber keine reale Grundlage mehr hatte, schlug der Reichsverweser Österreich und Preußen vor, gemeinsam in einer Bundeszentralkommission in Frankfurt seine Befugnisse zu übernehmen.
Preußen wollte einen engeren Bundesstaat gründen (Unionspolitik) und verlangte von Österreich, dass es das Recht der Einzelstaaten darauf anerkenne. Österreich wiederum bestand darauf, dass Preußen zunächst die Reichsverweserschaft anerkenne, solange man noch kein neues Zentralorgan habe. So schlossen ein österreichischer und ein preußischer Vertreter am 30. September 1849 in Wien den Vertrag über die interimistische Wahrnehmung der Befugnisse des Reichsverwesers. Sie übertrugen die Befugnisse auf eine Bundeszentralkommission, der zwei Österreicher und zwei Preußen angehörten. Als Ziel war „die Erhaltung des deutschen Bundes“ genannt worden. Preußen hoffte, einen Bundesstaat ohne Österreich errichten zu können, der dann einen (weiteren) Bund mit Österreich eingehe (Doppelbund). In der Zeit des Übergangs, des Interims, sollten laut Vertrag die Einzelstaaten frei eine deutsche Verfassung vereinbaren dürfen. Der Vertrag gab der Bundeszentralkommission Zeit bis zum 1. Mai 1850.
Erzherzog Johann erklärte am 6. Oktober, er wolle die Reichsverweserschaft ablegen und seine Rechte Österreich und Preußen überlassen. Am 20. Dezember entließ er das Reichsministerium und übergab seine Befugnisse der Bundeszentralkommission.

## Bewertung

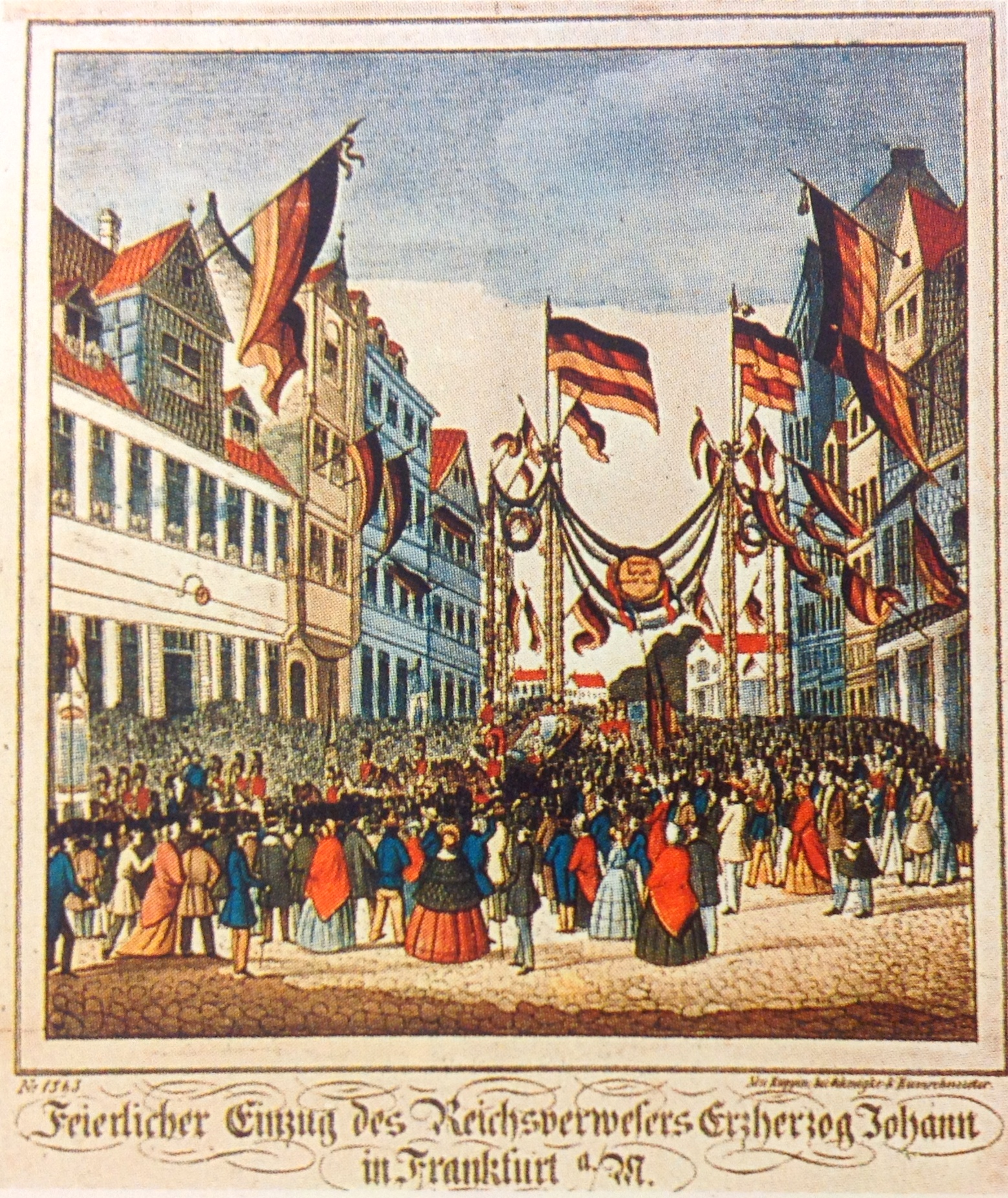
Einzug des Reichsverwesers in Frankfurt, Juli 1848

Nach einer Behandlung der Arbeitsumstände urteilt Ralf Heikaus:

„Nicht zuletzt auch auf dem Hintergrund [der] äußeren Bedingungen, mit denen das Reichsministerium sich anfangs auseinandersetzen mußte, verdient die von den Regierungsverantwortlichen erbrachte organisatorische Leistung alles in allem um so mehr uneingeschränkte Anerkennung, als die Mehrheit der dem Reichskabinett angehörenden Persönlichkeiten von Hause aus weder von ihrer Aus- bzw. Vorbildung noch von ihren bisherigen beruflichen oder anderweitigen Tätigkeiten her kaum auf nennenswerte Regierungs- und/oder Verwaltungserfahrungen zurückgreifen konnten. Trotz solcher vermeintlich nachteiliger Umstände gingen die Betreffenden unmittelbar nach ihrem Amtsantritt […] bei der ihnen gestellten Aufgabe des Aufbaus eines effektiven Regierungsapparates mit größter Umsicht vor.“

Helmut Jacobi nennt am Auffallendsten an der Zentralgewalt den Wandel ihrer Bedeutung. Es zeigte sich in der Wirklichkeit, dass die Geschicke Deutschlands noch von den neu gefestigten Einzelstaaten, nicht von der Zentralgewalt bestimmt wurden. „Sie konnte die Entwicklung nicht selbstständig in eine bestimmte Richtung lenken“, sondern geriet in die Kämpfe zwischen den Großmächten und den Fraktionen in der Nationalversammlung. In der „Wandlung von einem Werkzeug des Volkes zu einem Werkzeug der Regierungen“ spiegele sich die damalige historische Entwicklung, der die Zentralgewalt unterworfen war.

## Belege
1. ↑  Ralf Heikaus: Die ersten Monate der provisorischen Zentralgewalt für Deutschland (Juli bis Dezember 1848). Diss. Frankfurt am Main, Peter Lang, Frankfurt am Main u. a. 1997, S. 130, Fn. 290.
2. ↑  Thomas Stockinger: Ministerien aus dem Nichts: Die Einrichtung der Provisorischen Zentralgewalt 1848. In: Jahrbuch der Hambach-Gesellschaft 2013, S. 59–84, hier S. 70/71.
3. ↑  Ralf Heikaus: Die ersten Monate der provisorischen Zentralgewalt für Deutschland (Juli bis Dezember 1848). Diss. Frankfurt am Main, Peter Lang, Frankfurt am Main u. a. 1997, S. 109/110.
4. ↑  Thomas Stockinger: Ministerien aus dem Nichts: Die Einrichtung der Provisorischen Zentralgewalt 1848. In: Jahrbuch der Hambach-Gesellschaft 2013, S. 59–84, hier S. 71.
5. ↑  Ralf Heikaus: Die ersten Monate der provisorischen Zentralgewalt für Deutschland (Juli bis Dezember 1848). Diss. Frankfurt am Main, Peter Lang, Frankfurt am Main u. a. 1997, S. 123.
6. ↑  Ralf Heikaus: Die ersten Monate der provisorischen Zentralgewalt für Deutschland (Juli bis Dezember 1848). Diss. Frankfurt am Main, Peter Lang, Frankfurt am Main u. a. 1997, S. 124.
7. ↑  Ralf Heikaus: Die ersten Monate der provisorischen Zentralgewalt für Deutschland (Juli bis Dezember 1848). Diss. Frankfurt am Main, Peter Lang, Frankfurt am Main u. a. 1997, S. 107/108.
8. ↑  Ralf Heikaus: Die ersten Monate der provisorischen Zentralgewalt für Deutschland (Juli bis Dezember 1848). Diss. Frankfurt am Main, Peter Lang, Frankfurt am Main u. a. 1997, S. 108, Fn. 247.
9. ↑  Ralf Heikaus: Die ersten Monate der provisorischen Zentralgewalt für Deutschland (Juli bis Dezember 1848). Diss. Frankfurt am Main, Peter Lang, Frankfurt am Main u. a. 1997, S. 106.
10. ↑  Ralf Heikaus: Die ersten Monate der provisorischen Zentralgewalt für Deutschland (Juli bis Dezember 1848). Diss. Frankfurt am Main, Peter Lang, Frankfurt am Main u. a. 1997, S. 106/107.
11. ↑  Ralf Heikaus: Die ersten Monate der provisorischen Zentralgewalt für Deutschland (Juli bis Dezember 1848). Diss. Frankfurt am Main, Peter Lang, Frankfurt am Main u. a. 1997, S. 108/109, S. 112.
12. ↑  Thomas Stockinger: Ministerien aus dem Nichts: Die Einrichtung der Provisorischen Zentralgewalt 1848. In: Jahrbuch der Hambach-Gesellschaft 2013, S. 59–84, hier S. 67.
13. ↑  Ralf Heikaus: Die ersten Monate der provisorischen Zentralgewalt für Deutschland (Juli bis Dezember 1848). Diss. Frankfurt am Main, Peter Lang, Frankfurt am Main u. a. 1997, S. 113.
14. ↑  Hans J. Schenk: Ansätze zu einer Verwaltung des Deutschen Bundes. In: Kurt G. A. Jeserich (Hrsg.): Deutsche Verwaltungsgeschichte. Band 2: Vom Reichsdeputationshauptschluß bis zur Auflösung des Deutschen Bundes. Deutsche Verlags-Anstalt, Stuttgart 1983, S. 155–165, hier S. 164.
15. ↑  Thomas Stockinger: Ministerien aus dem Nichts: Die Einrichtung der Provisorischen Zentralgewalt 1848. In: Jahrbuch der Hambach-Gesellschaft 2013, S. 59–84, hier S. 66.
16. ↑  Thomas Stockinger: Ministerien aus dem Nichts: Die Einrichtung der Provisorischen Zentralgewalt 1848. In: Jahrbuch der Hambach-Gesellschaft 2013, S. 59–84, hier S. 66/67.
17. ↑  Thomas Stockinger: Ministerien aus dem Nichts: Die Einrichtung der Provisorischen Zentralgewalt 1848. In: Jahrbuch der Hambach-Gesellschaft 2013, S. 59–84, hier S. 64.
18. ↑  Thomas Stockinger: Ministerien aus dem Nichts: Die Einrichtung der Provisorischen Zentralgewalt 1848. In: Jahrbuch der Hambach-Gesellschaft 2013, S. 59–84, hier S. 65.
19. ↑  Frank Möller: Heinrich von Gagern. Eine Biographie. Habilitationsschrift, Universität Jena 2004, S. 343.
20. ↑  Ernst Rudolf Huber: Deutsche Verfassungsgeschichte seit 1789. Band II: Der Kampf um Einheit und Freiheit 1830 bis 1850. Verlag W. Kohlhammer, Stuttgart [u. a.] 1988, S. 631.
21. ↑  Ernst Rudolf Huber: Deutsche Verfassungsgeschichte seit 1789. Band II: Der Kampf um Einheit und Freiheit 1830 bis 1850. 3. Auflage, Verlag W. Kohlhammer, Stuttgart [u. a.] 1988, S. 883.
22. ↑  Ernst Rudolf Huber: Deutsche Verfassungsgeschichte seit 1789. Band II: Der Kampf um Einheit und Freiheit 1830 bis 1850. 3. Auflage, Verlag W. Kohlhammer, Stuttgart [u. a.] 1988, S. 883/884.
23. ↑  Ernst Rudolf Huber: Deutsche Verfassungsgeschichte seit 1789. Band II: Der Kampf um Einheit und Freiheit 1830 bis 1850. 3. Auflage, Verlag W. Kohlhammer, Stuttgart [u. a.] 1988, S. 884.
24. ↑  Ralf Heikaus: Die ersten Monate der provisorischen Zentralgewalt für Deutschland (Juli bis Dezember 1848). Diss. Frankfurt am Main, Peter Lang, Frankfurt am Main u. a. 1997, S. 110/111.
25. ↑  Helmut Jacobi: Die letzten Monate der provisorischen Zentralgewalt für Deutschland (März-Dezember 1849). Diss. Frankfurt am Main 1956, S. 186.